# Condado de Kemper
O Condado de Kemper é um dos 82 condados do estado norte-americano do Mississippi. A sua sede de condado é De Kalb, que é também a sua maior cidade.
O condado tem uma área de 1987 km² (dos quais 3 km² estão cobertos por água), uma população de 10 456 habitantes, e uma densidade populacional de 5,3 hab/km² (segundo o censo nacional de 2010). O condado foi fundado em 1833 e o seu nome é uma homenagem a Reuben Kemper (1770-1826), pioneiro colonizador e flibusteiro.
Um dos nativos mais famosos do condado de Kemper foi o senador John C. Stennis.